# 대한민국의 비자 정책
대한민국에 입국하는 모든 외국인은 체류자격에 맞는 비자를 소지하는 것이 원칙이다. 그러나 상호협정이나 양해각서 등을 통하여 단기체재에 한해서는 서류 절차 없이 여권의 도장만으로 비자를 인정해주는 경우가 있다. 이런 경우를 흔히 "무비자"라고 하는데, 정확히는 "무서류 비자"가 맞다. "무비자"라는 말은 정확히는 "불법체류"와 같은 말이다. 비자가 없다라는 것은 체류 권한이 없다는 뜻이기 때문이다. 이런 경우 여권에 찍힌 도장이 비자서류를 대신하며, 상호협정이나 양해각서등에 보장된 날짜를 여권에 찍힌 날짜에 맞춰서 보장받는 것이다.  대한민국은 극히 예외적인 경우를 제외한다면 도착비자제도가 없기 때문에 서류면제 적용을 받지 않는 나라는 반드시 사전에 비자를 발급 받아야 한다. 단, 제주특별자치도의 경우에는 별도의 규정을 두고있다.

## 단기체류 무비자 적용 국가 및 지역의 지도

단기체류 비자 면제국 지도

## 단기체류 무비자 적용 국가 및 지역(K-ETA 적용 국가 국민만 신청 승인시 입국 가능)

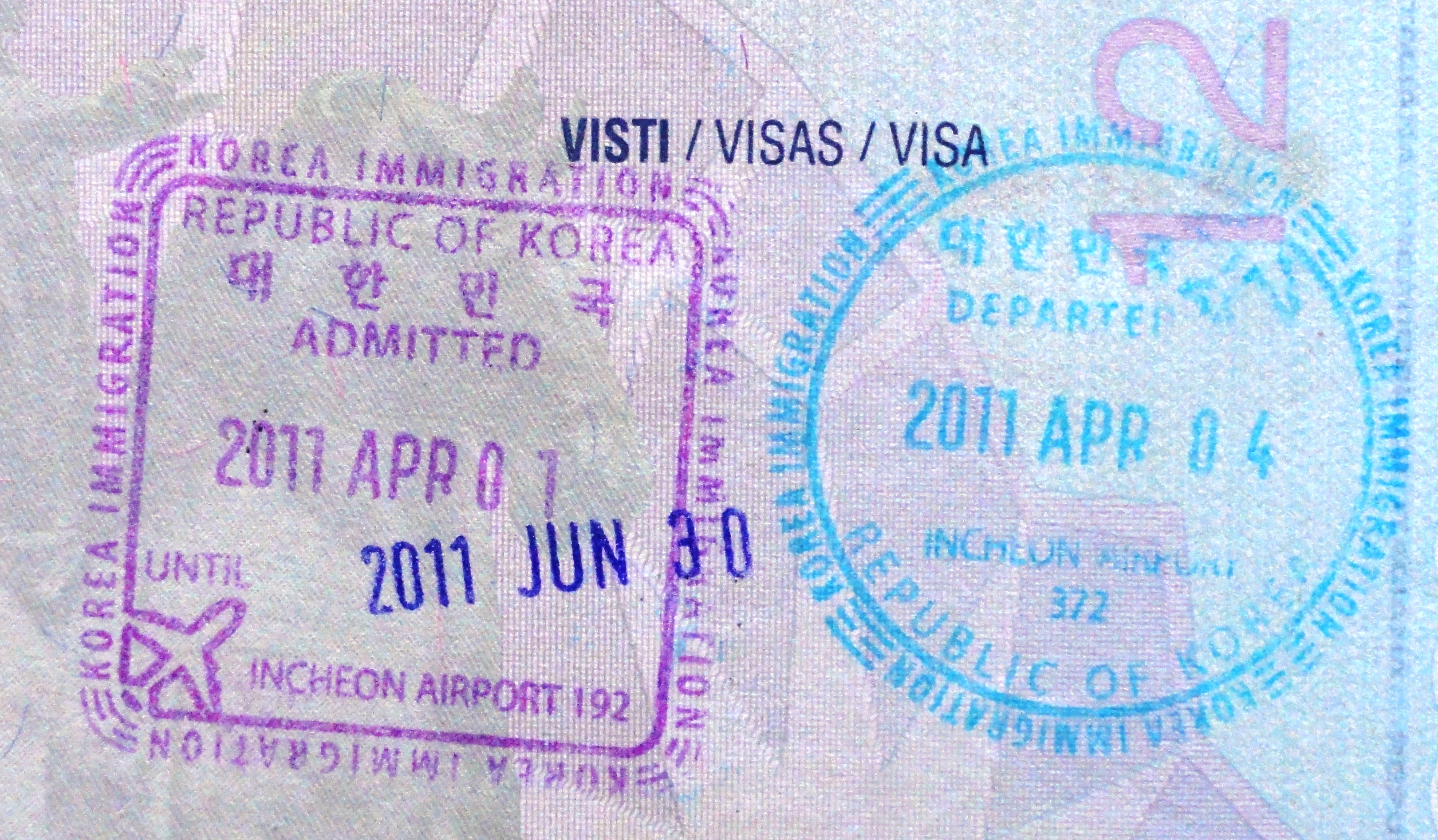
대한민국 출입국 스탬프

### 180일간
| - 캐나다 |

### 90일간

#### 근거리 국가 및 지역 (동북, 동남아시아)
| - 마카오 - 말레이시아 - 싱가포르 - 일본 - 중화민국 - 태국 - 홍콩 |

#### 그 외의 국가 및 지역
| - 솅겐지역 - 아르헨티나 - 앤티가 바부다 - 오스트레일리아 - 바하마 - 보츠와나 - 바베이도스 - 브라질 - 칠레 - 콜롬비아 | - 코스타리카 - 도미니카 공화국 - 도미니카 연방 - 엘살바도르 - 그레나다 - 과테말라 - 아이티 - 영국 - 이스라엘 - 자메이카 | - 쿠웨이트 - 멕시코 - 모로코 - 뉴질랜드 - 니카라과 - 아일랜드 - 파나마 - 페루 - 카타르 - 세인트키츠 네비스 | - 세인트루시아 - 세인트빈센트 그레나딘 - 세르비아 - 수리남 - 트리니다드 토바고 - 튀르키예 - 아랍에미리트 - 미국 - 우루과이 - 베네수엘라 |

### 60일간

#### 근거리 국가 및 지역
- 러시아

#### 그 외의 국가 및 지역
- 레소토

### 30일간

#### 근거리 국가 및 지역 (동북, 동남아시아)
| - 브루나이 |

#### 그 외의 국가 및 지역
| - 알바니아 - 안도라 - 바레인 - 보스니아 헤르체고비나 - 키프로스 - 에콰도르 - 피지 - 괌 | - 가이아나 - 온두라스 - 키리바시 - 마셜 제도 - 모리셔스 - 모나코 - 몬테네그로 - 미크로네시아 연방 | - 나우루 - 누벨칼레도니 - 오만 - 팔라우 - 파라과이 - 사모아 - 산마리노 - 사우디아라비아 | - 세이셸 - 솔로몬 제도 - 남아프리카 공화국 - 에스와티니 - 통가 - 튀니지 - 투발루 - 바티칸 시국 |

## 제주특별자치도 특별규정
예외국가 :  가나,  감비아,  나이지리아,  네팔,  미얀마,  방글라데시,  세네갈,  소말리아,  수단,  스리랑카,  아프가니스탄,  예멘,   우즈베키스탄,  이라크,  이란,  이집트,  카메룬,   쿠바,   키르기스스탄,   파키스탄
미수교국가 :  시리아,  팔레스타인,  코소보
대한민국과 수교한 국가의 국민중 예외 국가의 국민을 제외한 대한민국 비자를 필요로 하는 모든 외국인은 제주특별자치도에 30일간 무비자로 체류가 가능하다. 대만인은 전지역 무비자 대상 주민으로 수교국 국민에 포함된다. 행동 범위는 제주특별자치도가 관할하는 행정구역에서 가능하다. 대한민국 전지역 단기체류 비자면제국이 아닌 국가의 외국인이 제주특별자치도에 무비자로 입국한 경우에는 제주특별자치도를 벗어날 수 없으며, 무단으로 벗어날 경우에는 불법체류에 해당된다.

## 조선민주주의인민공화국 주민의 대한민국 방문
남북교류협력에 관한 법률 제9조에 의거 조선민주주의인민공화국의 주민이 대한민국을 방문할때에는 통일부의 승인이 필요하다. 통일부장관이 발급한 증명서를 소지할 경우 남한과 북한의 주민이 남한과 북한을 왕래할 수 있고, 이를 어길 경우 3년 이하의 징역 또는 1000만원 이하의 벌금이 부과된다. 또 재외국민이 외국에서 북한을 왕래하는 때에는 통일부장관이나 재외공관의 장에게 신고하여야 하고, 이를 어길 경우 300만원 이하의 과태료에 처해진다.

## 비자의 종류
비자의 종류에 따라서 체류기간이나 활동가능범위가 제한된다. 다음은 대한민국에 입국하는 외국인이 취득할 수 있는 체류자격이다.
- (A-1) 외교
- (A-2) 공무
- (A-3) 협정
- (B-1) 사증면제
- (B-2) 관광통과
- (C-1) 일시취재
- (C-3) 단기방문
- (C-4) 단기취업
- (D-1) 문화예술
- (D-2) 유학
- (D-3) 기술연구
- (D-4) 일반연수
- (D-5) 취재
- (D-6) 종교
- (D-7) 주재
- (D-8) 기업투자
- (D-9) 무역경영
- (D-10) 구직
- (E-1) 교수
- (E-2) 회화지도
- (E-3) 연구
- (E-4) 기술지도
- (E-5) 전문직업
- (E-6) 예술흥행
- (E-7) 특정활동
- (E-9) 비전문취업
- (E-10) 선원취업
- (F-1) 방문동거
- (F-2) 거주
- (F-3) 동반
- (F-4) 재외동포
- (F-5) 영주
- (F-6) 결혼이민
- (G-1) 기타
- (H-1) 관광취업
- (H-2) 방문취업
- (J-1) 제주도 방문비자

## 워킹홀리데이(관광취업)비자
대한민국과 관광취업 (Working Holiday Visa) 에 관한 협정이나 양해각서를 체결한 국가의 국민으로서 관광을 주된 목적으로 하면서 이에 수반되는 관광경비 충당을 위하여 단기간 취업 활동을 하려는 사람에게 발급되는 비자이다. 아래 국가의 18~30세 혹은 18-31세 (네델란드) 청소년에 한해 신청할 수 있다.
| - 오스트레일리아 - 오스트리아 - 벨기에 - 캐나다 - 칠레 - 체코 - 덴마크 - 프랑스 | - 독일 - 홍콩 - 헝가리 - 아일랜드 - 이스라엘 - 이탈리아 - 일본 - 멕시코 | - 네덜란드 - 뉴질랜드 - 폴란드 - 포르투갈 - 스웨덴 - 중화민국 - 영국 - 미국 |

## 같이 보기
- 대한민국 국민의 무비자입국 가능국가